# Вануату
Вануа̀ту (на бислама: Ripablik blong Vanuatu, на френски: République du Vanuatu, на английски: Republic of Vanuatu) е островна държава в югозападната част на Тихия океан, разположена на архипелага Нови Хебриди и островните групи Банкс и Торес, между 12° – 21° ю.ш. и 166° – 171° и.д. Архипелагът е разположен на 1750 km източно от Австралия, на 500 km североизточно от френската територия Нова Каледония, на 1050 km западно от Фиджи и на 450 km югоизточно от Соломоновите острови.

## История
Островите са заселени около 2000 г. пр.н.е. от меланезийци.
Първият достигнал до островите европеец е Педро Фернандес де Кирос. На 1 май 1606 г. той им дава името Аустралия дел Еспириту Санто („Южна земя на Светия дух“), обявява територията за владение на испанския крал и основава селище, което нарича Нов Йерусалим.
Впоследствие, на 22 май 1768 г., до острова достига и френският мореплавател Луи Антоан де Бугенвил, който развенчава мита за земята-континент, доказвайки, че това е само остров, при това неголям. Бугенвил открива още два острова от архипелага, на които дава името Големи Цикладски острови.
През 1774 г. Джеймс Кук посещава архипелага и го преименува на Нови Хебриди – поради сходството с релефа на Хебридските острови в Атлантическият океан. През 1830 г. е създадено първото постоянно селище от англичани и французи.
В средата на 19 век на островите се появяват английски и френски плантатори и между Великобритания и Франция започва борба за архипелага. През 1887 г. влиза в сила конвенция за съвместното владение на територията, а през 1906 г. владението е преобразувано в кондоминиум.
На 30 юли 1980 г. е провъзгласена независимостта на Нови Хебриди, като страната получава името Република Вануату. На 250 km южно от най-южния остров на Вануату Анейтюм (Анатом) се намират два малки необитаеми вулканични острова – Матю и Хънтър, които все още са спорни между Вануату и френската задморска територия Нова Каледония.

## Държавно устройство
Съгласно Конституцията, приета на 30 юли 1980 г., Вануату е парламентарна република. Главнокомандващ на военните сили на страната е президентът, който се избира от избирателна колегия за срок от 5 години. Първите президентски избори са проведени на 4 юли 1980 г. и са спечелени от Ати Джордж Сокаман. Законодателната власт принадлежи на еднокамерен парламент – Националната асамблея, състояща се от 52 члена и избиран за срок от 4 години. Изпълнителната власт се осъществява от правителството начело с министър-председател, избиран от парламента. Вануату е независима република в състава на Общността на нациите, а от 1981 г. е член на ООН.

## Административно деление
Територията на Вануату е разделена на 6 провинции – Малампа, Пенама, Санма, Тафея, Торба и Шефа. Имената на провинциите са съставени от първите букви или срички на островите, които са включени в тях.
- Vanuatu national statistics office

## География

### Разположение, острови
Територия на Вануату е 12 220 km², като включва общо 83 острова (от тях 12 са по-големи), а островите Еспириту Санто и Малекула заемат почти половина от нея. На север от основната група са разположени островните групи Банкс (9 малки острова) и Торес (5 малки острова). Основният архипелаг условно се подразделя на 2 групи – северна група, състояща се от островите Амбрим, Амбае (Аоба), Пентекост, Еспириту Санто, Маево, Ефате, Малекула и Епи и южна група – Ероманго, Тана, Анива, Футуна и Анейтюм. Преобладават кораловите острови и островите с вулканичен произход. Общата дължина на бреговата линия е 1920 km.
Целият архипелаг е разположен на Новохебридския подводен хребет, като морфоложки на север е свързан с хребета на Соломоновите острови, а на юг – с подводния хребет Хънтър. Двете островни вериги на архипелага се съединяват при остров Епи, а на север завършват с островите Банкс и Торес. Островите Банкс се намират на 80 km североизточно от остров Еспириту Санто, а островите Торес – на 60 km северозападно от групата Банкс. Дължината на целия архипелаг от север на юг е над 800 km.

### Релеф, геоложки строеж, полени изкопаеми
Болшинството от островите са вулканични, планински. Най-високата точка на архипелага е връх Табуемасана (1879 m), издигащ се на остров Еспириту Санто. Островите, по принцип са с удължена форма от север на юг. Например, остров Еспириту Санто се простира на 145 km от север на юг, а ширината му от запад на изток е 65 km. Планините и планинските плата заема значителна част от повърхността на островите. Планинските склонове обърнати към бреговете имат стъпаловидна (терасовидна) форма. По крайбрежието и в устията на малките реки се намират малки низини. Най-обширната низина е на остров Еспириту Санто.
Архипелагът е разположен в зона на активен вулканизъм. На територията му има около 80 вулкана, 9 от които действащи. Сред тях най-известни са Ясур (на остров Тана), Манаро, Гарет (на остров Гауа), Марум и Бенбоу (съответно 1338 m и 1132 m, на остров Амбрим), Суретематаи (на остров Вануа Лава). Кратерите на някои от тях са запълнени с вода и образуват кратерни езера, като Вуи и Летас. В близост до вулканите на отровите Амбрим и Тана са се образували пепелни пустини. На изток от остров Ероманго и между островите Епи и Лопеви има подводни вулкани. Земетресенията на островите са често явление, но са сравнително слаби. На много от тях бликат термални извори. Бистрите морски води, великолепните плажове, клисурите, планините, покрити с тропически гори и удивителните пещерни системи оформят красивата природа на Вануату.
Недрата на островите Вануату все още са слабо проучени. На остров Вануа Лава има находище на сяра, а на островите Ероманго и Ефате – находища на манган, като последното се разработва от 1950-те години. От 1960-те години геоложките дейности се засилват и по прогнози на специалистите на островите би трябвало да има залежи на злато, мед, боксит, никел и други полезни изкопаеми.

### Климат
Климатът на Вануату е тропичен и влажен, като голямо влияние му оказва пасатната циркулация на въздушните маси. Горещия и влажен сезон продължава от ноември до април. През този период духат северни и североизточни ветрове, донасящи валежи. През лятото (януари – февруари) средномесечните температури достигат до 27 – 29°С, а влажността на въздуха 90,9 – 97,1%. От май до октомври господстват югоизточните пасатни ветрове и през този период се установява относително прохладно и сухо време. Средната температура през юли и август се понижава до 19 – 21,8°С (в планините са възможни понижения до 10°С). Влажността на въздуха се снижава до 80,3 – 80,7%. Температурата на водата е 28°С през януари и 24°С през юли. Годишната сума на валежи варира от 1000 mm поюжните острови, до 3000 mm по северните.
В периода от декември до март-април територията на Вануату е застрашена от мощни тропически урагани. Счита се, че Вануату е най-засегнатата от стихиите страна в южните части на Тихия океан. През март 2015 г. тропическият циклон Пам опустошава тежко всички острови на Вануату, причинявайки и многобройни смъртни случаи .
| Месец     | Средна температура | Количество на валежите |
| --------- | ------------------ | ---------------------- |
| януари    | 26 °C              | 200 mm                 |
| февруари  | 26 °C              | 250 mm                 |
| март      | 25,5 °C            | -                      |
| април     | 25 °C              | 140 mm                 |
| май       | 23 °C              | 120 mm                 |
| юни       | 21 °C              | 160 mm                 |
| юли       | 20 °C              | 110 mm                 |
| август    | 19,5 °C            | 80 mm                  |
| септември | 20,5 °C            | 70 mm                  |
| октомври  | 22 °C              | 70 mm                  |
| ноември   | 23,5 °C            | 130 mm                 |
| декември  | 24,5 °C            | -                      |

### Води, почви, растителност, животински свят
Обилните валежи подхранват многочислени къси реки, стичащи се от планините. На островите Амбрим и Тана няма реки. Там дъждовните води се просмукват през вулканичните скали и излизат на повърхността близо до брега, образувайки горещи сернисти извори. В кораловите крайбрежни тераси реките образуват дълбоки каньони, понякога течащи под формата на подземни реки, изчезвайки от повърхността. На островите Гауа, Амбае и Ероманго има няколко високопланински езера, разположени в кратерите на угаснали вулкани.
Почвите са червеноземни, образувани от вулканични скали, отличаващи се с голямо съдържание на микроелементи и са много плодородни.
Около 40% от растенията на архипелага не се срещат никъде другаде по света. Северните острови са покрити с влажни тропични гори, а на южните преобладават иглолистните гори с ценни дървесни видове: бор дамара (каури) и араукария. На остров Малекула растат гъсти тикови гори, в които дърветата са обвити с лиани и други пълзящи растения. Най-характерните видове в горите на архипелага са: барингтония, калофилум, сагова палма, панданус и други тропически растения. Саваните са разпространени основно по южните острови и се явяват добри пасища за развъждания едър рогат добитък. В малките крайбрежни низини местното население отглежда разнообразни тропически градински и плантациоонни култури: таро, батати, ямс, кокосова палма, банани, какао, кафе.
Бозайниците на островите са представени само от прилепи (летящи лисици) и подивели свине и кучета. На островите са срещат 58 сухоземни и 37 вида морски птици. Има много насекоми, змии и гущери. Водите около островите са богати на различни видове риби, морски костенурки, лангусти, крабове.

## Икономика
Основният поминък във Вануату е селското стопанство (20%), в което е заето 80% от трудоспособното население. Значителни площи заемат плантациите за кокосови палми. Отглеждат се още кафе, ямс, какао, памук, различни плодове. Развива се животновъдството (едър рогат добитък, свине, овце) и риболовът. Промишлеността е слабо застъпена (9%), като предприятията са главно за обработка на дървесина, производство на хранителни продукти, текстилни изделия и производство на копра и кокосово масло. На остров Ефате се добива манганова руда, а от 1988 г. на островите Малекула и Еспириту Санто започва промишлен добив на диаманти, злато и сребро.
През последните години добре се развива международният туризъм, който обезпечава значителна част от бюджетните постъпления. Средногодишно страната се посещава от 61 хил. туристи. Сферата на услугите заема 71% от икономиката на страната, а БВП за 2002 г. е бил 563 млн. долара. Принос в националния доход има и банковото дело. Страната разполага с търговки флот, като под флага ѝ плават включително кораби на 11 държави. Главни пристанища са Форари (Ефате), Порт Вила и Еспириту Санто. Функционира национална авиокомпания „Еър Вануату“ с 32 летища. Дължината на шосейната мрежа е 1070 km, като само 270 km от тях са с твърдо покритие. Железопътни линии няма. Въоръжени сили – 2400 души.
През 2002 г. Вануату реализира износ за 79 млн. долара главно на копра, какао, кафе, говеждо месо и дървен материал за Индонезия, Тайланд, Република Корея, Япония и Индия. За същата година е осъществен внос за 138 млн. долара, главно на горива, машини и оборудване, както и хранителни продукти от страни като: Австралия, Нова Зеландия, Сингапур, Фиджи, Япония и Индия.

## Население
Населените острови в архипелага са 65, като населението наброява приблизително около 205 754 души и принадлежи към меланезийския антропологичен тип. Гъстота – 18,3 души/km2. Столица – Порт Вила (около 41 000 д.) се намира на о-в Ефате. Естествен прираст – 24. Средна продължителност на живота – мъже 66 години, жени 70 години. Етнически състав – вануатски меланезийци 94,4% (над 100 племена), полинезийци 2,7%, европейци 2,6%, други 0,3%.

### Езици
Официални езици са бислама (вариант на меланезийския креолски език), английски и френски.На бислама като роден език говорят около 6200 души, но езикът е разбираем сред почти цялото население. Във Вануату се говорят над 120 автохтонни езика. Три от автохтонните езици са от полинезийската група, а останалите са от групата на южноокеанските езици. Това са две различни подгрупи на океанските езици, които от своя страна са част от австронезийското езиково семейство. Това уникално езиково разнообразие нарежда Вануату като държавата с най-много езици на глава от населението в света. Азбука – латиница. Неграмотни – 31%. Конфесионален състав – християни 85,8% (от тях протестанти 71,4%, католици 28,6%), местни традиционни вярвания и култове 13,2%, други 1,0%.

## Градове
Градско население – 52%. По-големи градове са Люганвил (15 хил. ж.), намиращ се на остров Еспириту Санто, Норсуп (3 хил. ж.), Исангел (2 хил. ж.) на остров Тана, Порт Олри (2 хил. ж.) и др.

## Култура
Национален празник на страната е Денят на независимостта. Най-големите издания на островите са: ежедневният правителствен вестник „Вануату уикли“, който се издава в 1700 екземпляра на трите официални езика, и ежедневникът „Трейдинг пост“, който излиза в 2000 екземпляра на английски език.
Първата в света подводна пощенска станция е открита именно на Вануату. Тя се намира в открито море в близост до малкия остров Меле (Хайдеуей) в залива Меле, недалеч от столицата Порт Вила. Съградена е в нишата на коралов риф, около който плават огромно количество разноцветни и разнообразни риби. Тази напълно функционираща четвърта пощенска станция е построена от стъкловлакна, стените са с дебелина 3 m и е напълно оборудвана за подводна работа. В магазините на столицата се продават специални непромокаеми картички, а водни марки може да се купят направо от пощата.
С това събитие правителството на страната ознаменува 23-годишнината от придобиването на статута „рай за гмурците и водолазите“ от малкия архипелаг. Целта на акцията е да се запознаят туристите с богатството и разнообразието на подводния живот в архипелага, както и да се рекламират подводните забележителности, достъпни за тях.

## Карта на Вануату
- Сателитна снимка
- Административно разделение на Вануату
- Списък на островите на Вануату